# 沙斯农
沙斯农（法語：Chassenon，法語發音：[ʃasnɔ̃]）是法国夏朗德省的一个市镇，属于孔福朗区。

## 地理
沙斯农（45°51'8"N, 0°45'53"E）面积23.48 平方千米，位于法国新阿基坦大区夏朗德省，该省份为法国西部内陆省份，北起德塞夫勒省和维埃纳省，东临上维埃纳省，东南至多尔多涅省，南至多爾多涅省，西接滨海夏朗德省。
与沙斯农接壤的市镇（或旧市镇、城区）包括：沙巴奈、埃塔尼亞克、普雷西尼亚克、罗什舒阿尔、维埃纳河畔萨亚。

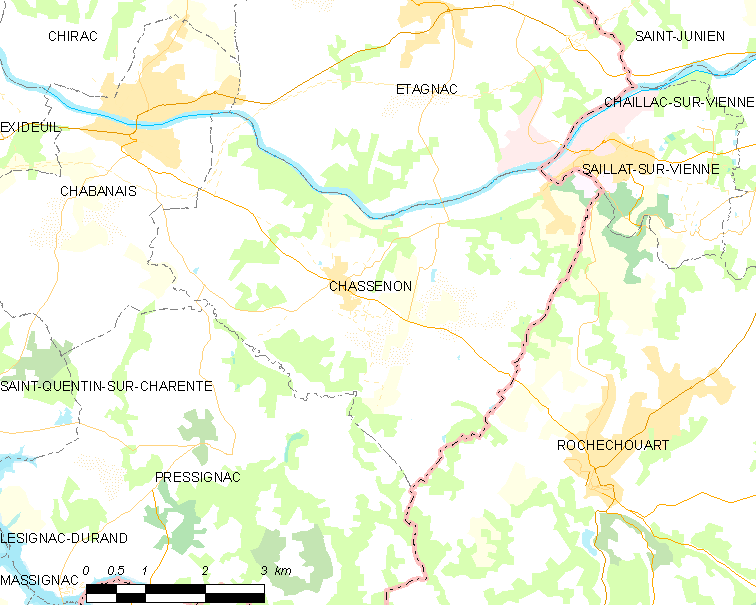
沙斯农的OSM定位图

沙斯农的时区为UTC+01:00、UTC+02:00（夏令时）。

## 行政
沙斯农的邮政编码为16150，INSEE市镇编码为16086。

## 政治
沙斯农所属的省级选区为夏朗德-维埃纳县。

## 人口

1962-2008年间沙斯农人口变化图示

沙斯农于2022年1月1日时的人口数量为843人。